# Меринос

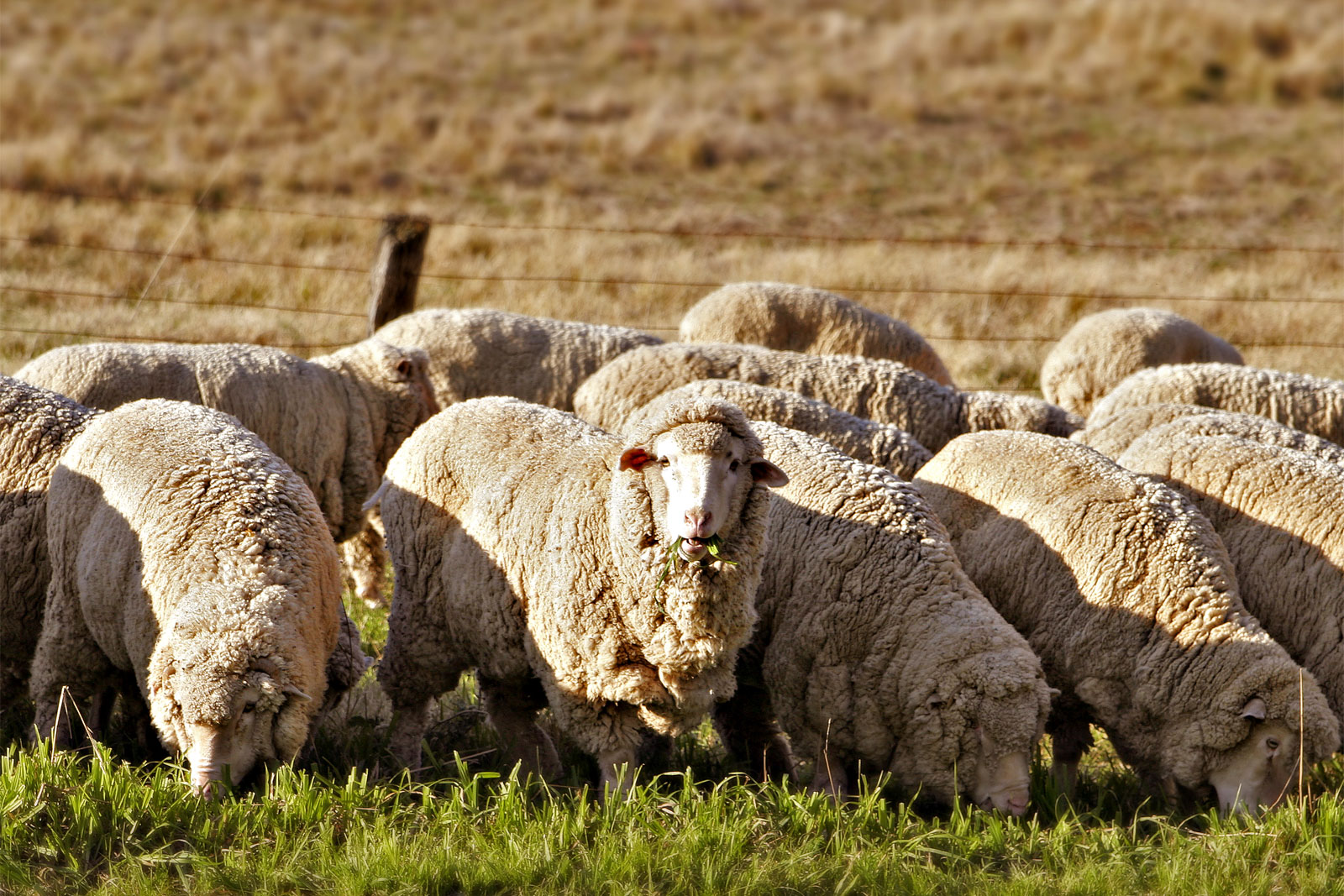
Мериносы на пастбище

Мерино́с (исп. los merinos мн. ч., merino ед.ч.) — порода тонкорунных овец, наибольшее поголовье которых находится в Австралии. Мериносы отличаются от остальных пород овец высоким качеством камвольной (чёсаной) шерсти, состоящей из тонких (15-25 мкм) мягких волокон.
Меринос — одна из наиболее исторически значимых и экономически влиятельных пород овец, высоко ценимая за шерсть. Эта порода была выведена и улучшена в Эстремадуре, на юго-западе Испании, примерно в XII веке; она способствовала экономическому развитию Испании XV и XVI века, которая держала монополию на торговлю ею, а с конца XVIII века она была дополнительно усовершенствована в Новой Зеландии и Австралии, что привело к появлению современного мериноса.
Сегодня мериносы по-прежнему считаются обладателями одной из лучшей и мягкой шерсти среди овец. Разновидность австралийский меринос не имеет рогов (или очень маленькие), а рогатые мериносы имеют длинные спиралевидные рога, которые растут близко к голове.

## Этимология
Два предположения о происхождении испанского слова меринос
- Возможно адаптация звания леонского официального инспектора (мериноса). Офицер, ответственный за мериндад, назывался меринос, возможно, он также осматривал пастбища овец. Это слово происходит от средневекового латинского maiorinus — управляющий или главный чиновник деревни, от maior, что означает «больше».
- Также возможно происхождение от имени берберского племени Имазигенов, Марини (или по-испански Бенимерин), которые вторгались в Пиренейский полуостров на протяжении XII и XIII веков.

## Характеристики
Меринос является отличным кормильцем и очень легко адаптируется. Его разводят преимущественно из-за шерсти, а размер туши обычно меньше, чем у овец, разводимых на мясо. Южноафриканский мясной меринос (SAMM), американский Rambouillet и немецкий Merinofleischschaf были выведены для баланса производства шерсти и качества туши.
Мериносы были одомашнены и выращены таким образом, чтобы шерсть росла постоянно. Их необходимо стричь хотя бы раз в год, потому что они не могут выжить без регулярных стрижек. Если этим пренебречь, переизбыток шерсти может вызвать тепловой стресс, проблемы с подвижностью и даже слепоту.

## Качества шерсти
Мериносовая шерсть тонкая и мягкая. Волокно обычно имеют длину 65-100 мм (2,6-3,9 дюйма). Саксонский меринос производит 3-6 кг (6,6-13,2 фунта) немытой шерсти в год, в то время как хорошего качества баран породы Peppin Merino (порода мериносовых овец, выращиваемых ради шерсти, в основном в Австралии) — до 18 кг (40 фунтов). Мериносовая шерсть обычно имеет диаметр менее 24 микрон (мкм). Основные типы мериноса: прочная (широкая) шерсть (23-24,5 мкм), средняя шерсть (19,6-22,9 мкм), тонкая (18,6-19,5 мкм), сверхтонкая (15-18,5 мкм) и супертонкая (11,5-15 мкм)).
Ультратонкая шерсть подходит для смешивания с другими волокнами, такими как шелк и кашемир.
Термин меринос широко используется в текстильной промышленности, но его нельзя использовать для обозначения того, что рассматриваемая ткань, на самом деле, является 100 % мериносовой шерстью из сорта мериноса, выведенного специально для его шерсти. Шерсть любой мериносовой овцы, выращиваемой в Испании или где-либо ещё, известна как «мериносовая шерсть». Однако, не все овцы мериноса производят шерсть, подходящую для одежды, и особенно для одежды, которую надевают на голое тело или в качестве второй кожи. Мериносовые овцы, разводимые для мяса, не дают шерсти с достаточно мелким волокном для этой цели.

## История

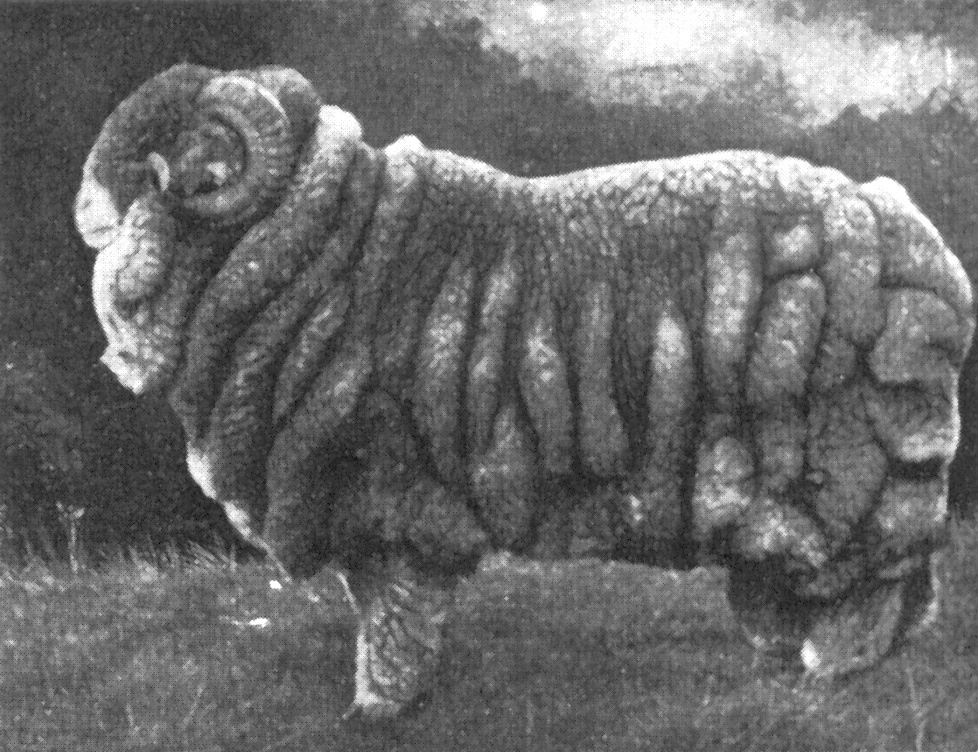
Чемпион меринос в 1905 году. Выставка овец в Сиднее.

Порода меринос имеет испанское происхождение и истоки её возникновения восходят к XII веку и овцам из Малой Азии и Северной Африки. Финикийцы завезли овец из Малой Азии в Северную Африку, а основные стада мериноса в Испании, возможно, были завезены ещё в XII веке Маринидами, племенем Берберов. Хотя, были сообщения о породе на Пиренейском полуострове до прибытия Маринидов; возможно, это были мериносы или сборщики налогов из Королевства Леон, которые взимали десятую плату за шерсть, вяленую говядину и сыр. В XIII-м и XIV-м веках, испанские селекционеры ввели английские породы, которые они разводили с местными породами для развития мериноса; это влияние было документально подтверждено испанскими писателями того времени.
В XII—XVI веках благодаря качественной шерсти разводимых овец, испанцы были монополистами в шерстяной отрасли, а вплоть до XVIII века экспорт мериносов из Испании считался преступлением и карался смертной казнью. Испания стала известна своей тонкой шерстью (количество прядения между 60-64). Торговля шерстью во Фландрии(графство) и Англии была источником дохода для Кастилии в позднем Средневековье.
Большая часть стада принадлежала дворянству или церкви; овцы паслись на испанских южных равнинах зимой и в северных горных местностях летом. Места (Испания) была организацией привилегированных овцеводов, которые разработали породу и контролировали миграцию вдоль каньядас-реалов, пригодных для выпаса скота. Три породы мериносов, которые основали мировые группы мериносов, — это Королевские Эскуриальные стада, Негритти и Паула. Среди родословных мериносов, происходящих из Вермонта в США, три исторических жеребца были очень важны: Infantado, Montarcos и Aguires.
В XVIII веке небольшой экспорт мериносов из Испании и местных овец использовался в качестве основы для скоплений мериносов в других странах. В 1723 году некоторое количество овец было вывезено в Швецию, в 1765 — в Саксонию, первые 70 голов были привезены в Австралию в 1788 году. в 1765 году Карл III (король Испании) из Испании отправил первую крупную партию эскриалов своему двоюродному брату, принцу Ксавьеру из Саксонии (курфюршество). Дальнейший вывоз Эскуриалов в Саксонию (земля) произошёл в 1774 году, в Венгрию в 1775 году и в Пруссию в 1786 году. Позднее, в 1786 году, Людовик XVI из Франции получил 366 овец, отобранных из 10 различных каньад; они основали племенной завод на Королевской ферме в Рамбуйе (округ). Баран Рамбуйе имел некоторое нераскрытое генетическое развитие с некоторыми английскими генами длинной шерсти, способствующими размеру и типу шерсти французской овцы.
Благодаря одному барану, в частности названному «император», импортированному в Австралию в 1860 году братьями Пеппин из Ванганеллы, Новый Южный Уэльс — баран Рамбуйе оказал огромное влияние на развитие австралийского мериноса.
Сэр Джозеф Бэнкс приобрёл двух баранов и четырёх овец в 1787 году через Португалию, а в 1792 году приобрёл 40 Негретти для короля Георга III, чтобы основать королевское стадо в Кью. В 1808, 2000 Paulas были импортированы.
В 1790 году король Испании также передал правительству Нидерландов несколько эскрилей; они процветали в голландской Капской колонии (Южная Африка).
С 1765 года немцы в Саксонии (земля) скрестили испанского мериноса с Саксонской овцой, чтобы разработать плотный, тонкий тип мериноса, адаптированный к новой среде обитания. С 1778 года в Vorwerk Rennersdorf действовал саксонский племенной центр. Им управлял с 1796 года Иоганн Готфрид Нэйк, который разработал научные методы скрещивания для дальнейшего улучшения саксонского мериноса. К 1802 году в регионе было четыре миллиона овец саксонского мериноса, и он стал центром племенного разведения мериносов, а немецкая шерсть считалась самой лучшей в мире.
В 1802 году посол Соединённых Штатов в Испании, полковник Дэвид Хамфриз, ввёл штамм Вермонта в Северную Америку, импортировав 21 баранов и 70 овец из Португалии и ещё 100 меринос Инфантадо в 1808 году. Британское эмбарго на экспорт шерсти и шерстяной одежды в США до британо-американской войны 1812 года привело к «Мериносовому безумию», когда Уильям Джарвис из Дипломатического корпуса импортировал не менее 3500 овец в период между 1809 и 1811 годами через Португалию.
Наполеоновские войны (1793—1813) почти уничтожили испанскую мериносовую промышленность. Старые кабаньяс были разогнаны или перебиты. С 1810 года мериносовая сцена переместилась в Германию, Соединённые Штаты и Австралию. Саксония сняла запрет на экспорт живых мериносов после Наполеоновских войн. Высококвалифицированный саксонский овцевод Нэйк из Реннерсдорфа основал частную овцеводческую ферму в Клайндребнице в 1811 году, но по иронии судьбы, после успеха его экспорта овец в Австралию и Россию, он потерпел неудачу с собственным предприятием.

## Меринос в США
Овцы мериноса были завезены в Вермонт в 1802 году. В конечном итоге, это привело к циклу бума-спада для шерсти, который в 1835 году достиг цены в 57 центов за Фунт (единица измерения). К 1837 году в штате насчитывалось 1 000 000 овец. В конце 1840-х годов цена на шерсть упала до 25 центов за фунт. Штат не мог противостоять более эффективной конкуренции со стороны других штатов, и разведение овец в Вермонте рухнуло.

## Австралийские мериносы

### Ранняя история
Около 70 местных овец, пригодных только для баранины, пережили путешествие в Австралию с Первым флотом, которое прибыло в конце января 1788 года. Несколько месяцев спустя стадо сократилось до 28 овец и одного ягнёнка.
В 1797 году губернатор Кинг, полковник Паттерсон, капитан Уотерхаус и Кент приобрели овец в Кейптауне у вдовы полковника Гордона, командира голландского гарнизона. Когда Уотерхаус высадился в Сиднее, он продал своих овец капитану Джону Макартуру, Сэмюэлю Марсдену и капитану Уильяму Коксу.

### Джон и Элизабет Макартур
К 1810 году в Австралии было 33 818 овец. Джон Макартур (которого отправили из Австралии в Англию после дуэли с полковником Паттерсоном) привез семь баранов и одну овцу с первой распродажи завода короля Георга III в 1804 году. На следующий год, Макартур и овцы вернулись в Австралию, он воссоединился со своей женой Элизабет, которая в его отсутствие развивала их стадо. Макартур считается отцом основателем австралийской индустрии мериносов; в долгосрочной перспективе, однако, его овцы имели очень маленькое влияния на развитие австралийского мериноса.
Макартур был пионером введения саксонских мериносов с ввозом из селекционного стада в 1812 году. Первый австралийский шерстяной бум произошёл в 1813 году, когда был преодолён Большой Водораздельный хребет. В 1820-х годах интерес к мериносовым овцам возрос. Макартур показал и продал 39 баранов в октябре 1820 года, заработав £ 510/16/5. В 1823 году, на первой выставке овец в Австралии, золотая медаль была вручена В. Райли («Раби») за ввоз большинства саксов; У. Райли также импортировал кашемировых коз в Австралию.

### Элиза и Джон Фарлонг
Двое из детей Элизы Фарлонг (иногда пишется как «Форлонг» или «Форлонж») умерли от туберкулёза, и она была полна решимости защитить своих оставшихся в живых двух сыновей, живя в теплом климате и находя им занятия на открытом воздухе. Её муж Джон, шотландский бизнесмен, заметил, что шерсть из Саксонского электората продаётся по гораздо более высоким ценам, чем шерсть из Нового Южного Уэльса. Семья выбрала овцеводство в Австралии для своего нового бизнеса. В 1826 году Элиза прошла более 1500 миль (2400 км) через деревни в Саксонии и Пруссии, выбирая прекрасных саксонских мериносовых овец. Её сыновья, Андрей и Уильям, учились овцеводству и классификации шерсти. Отобранные 100 овец были доставлены (загнаны) в Гамбург и отправлены в Кингстон-апон-Халл. Оттуда Элиза и двое её сыновей отправились с ними в Шотландию для отправки в Австралию. В Шотландии новая австралийская компания, основанная в Великобритании, купила первую партию, поэтому Элиза повторила путешествие ещё дважды. Каждый раз она собирала стадо для своих сыновей. Сыновья были отправлены в Новый Южный Уэльс, но их убедили остановиться в Тасмании с овцами, где к ним присоединилась Элиза и её муж.
Эпоха Мельбурна в 1908 году описала Элизу Фарлонг как человека, который «особенно стимулировал и во многом помог сформировать процветание целого государства, и её имя заслужило того, чтобы жить вечно в нашей истории» (переиздано Wagga Wagga Daily Advertiser 27 января 1989 года).

### Джон Мюррей
К 1830 году в Австралии насчитывалось около 2 миллионов овец, а к 1836 году Австралия выиграла войну с Германией по торговле шерстью, главным образом из-за озабоченности Германии тонкостью. Немецкие производители начали импортировать австралийскую шерсть в 1845 году. В 1841 году, на горе Кроуфорд, в Южной Австралии, Мюррей основал стадо овец с кровью Кэмдена, спаренных с тасманскими баранами. Считается, что для расширения шерсти и придания животным некоторого размера, была введена некоторая английская кровь Лестера. Получающиеся, в результате, овцы были основой многих южно-австралийских сильных шерстяных овец. Его брат, Александр Бортвик Мюррей, был также, очень успешным заводчиком мериносовых овец.

### Братья Пеппин
Братья Пеппин придерживались другого подхода к производству более прочных, длинношерстных, более широких шерстяных овец. После приобретения станции Ванганелла, в Риверине, они отобрали 200 овец, выращенных на станции, которые процветали в местных условиях, и приобрели 100 южно-австралийских овец, выращенных в Каннали, которые были выведены импортированным Rambouillet (Рамбуйе). Братья Пеппин в основном использовали саксонских и рамбуйских баранов, импортируя четырёх баранов Рамбуйе в 1860 году. Они управляли некоторыми овцами Линкольна, но их введение в стадо не зарегистрировано. В 1865 году, Джордж Мерриман основал завод по производству шерсти, Мерино Рейвенсворт, частью которого является завод Merryville в Яссе, Новый Южный Уэльс.

### Овцы Вермонта
В 1880-х годах овцы Вермонта были импортированы в Австралию из США; так как многие австралийские овцеводы считали, что эти овцы улучшат стрижку шерсти, их использование быстро распространилось. Вес шерсти был высоким, но чистый выход был низким. Их введение оказало разрушительное воздействие на многие известные виды породы тонкой шерсти.
В 1889 году, когда ввозимые овцы Вермонта уничтожали австралийских племенных баранов, несколько американских заводчиков мериносов создали Ассоциацию рамбуйе, чтобы предотвратить искоренение овец Рамбуйе в США. Сегодня около 50 % овец на западных ареалах США имеют кровь рамбуйе.
Засуха в Федерации (1901—1903 гг.) сократила численность австралийских овец с 72 до 53 миллионов и положила конец эре Вермонта. Кровь Пеппин и Мюррей стала доминирующей в пасторальной и пшеничной владениях Австралии.

### Текущая ситуация
В сегодняшней[когда?] Австралии, несколько саксонских и других тонкошерстных, а также немецких родословных существуют в районах с высоким уровнем осадков. В скотоводческой и сельскохозяйственной стране, овцы Пеппинс и Коллинсвилль очень популярны (от 21 до 24 микрон).
В более сухих районах можно найти штаммы Коллинсвилля (от 21 до 24 микрон). Развитие мериноса вступает в новую фазу: объективное измерение овечьей шерсти и BLUP(Лучший линейный непредвзятый прогноз) теперь используются для идентификации исключительных животных. Искусственное осеменение и перенос эмбрионов используются для ускорения распространения их генов. В результате происходит широкое скрещивание всех основных штаммов.

### Рекорд высоких цен
Мировой рекорд цены на барана составил 450 000 долларов за JC & S Luster 53, который был продан на распродаже мериносов, в 1988 году в Аделаиде, Южная Австралия. В 2008 году австралийская мериносовая овца была продана за 14 000 австралийских долларов на выставке овец, на аукционе, состоявшемся в Даббо, Новый Южный Уэльс.

### События
Международный День поля Новой Англии, на которых представлены местные бараны, шерсть и овцы, проводятся в течение января, в четные годы в Уолче и в районе Нового Южного Уэльса. Ежегодная премия Wool Fashion Awards, которая демонстрирует использование шерсти мериноса дизайнерами одежды, проводится в городе Армидейл, Новый Южный Уэльс, в марте каждого года.

## Защита прав животных
В Австралии распространен мулезинг овечьего мериноса (это удаление полосок шерстяной кожи вокруг ягодиц овцы для предотвращения паразитарной инфекции (миаз). Это болезненная процедура, во время которой австралийские фермеры садовыми ножницами срезают куски плоти с задней части живых овец), является обычной практикой снижения случаев заражения овец инфекциями от определённых видов мух. Этот метод подвергся нападкам со стороны активистов по защите прав животных. В 2004 году, PETA провела кампанию против этой практики. Кампания PETA была нацелена на потребителей США, проводя акции, с помощью графических рекламных щитов в Нью-Йорке. PETA угрожала производителям США посредством телевизионной рекламой. Модные ритейлеры, в том числе Abercrombie & Fitch Co.[en], Gap Inc и Nordstrom and George (Великобритания), прекратили закупать австралийскую шерсть мериносовой продукции.
Консультативный Комитет по защите животных при Министерстве Сельского Хозяйства Новой Зеландии, обращает внимание на кодекс, в котором содержатся рекомендации и минимальные стандарты для содержания овец, и рассматривает мулезинг, как «специальный метод», применяемой к некоторым овцам мериноса на небольшом количестве ферм в Новой Зеландии.
В 2008 году мулезинг снова стал актуальной проблемой в Швеции, когда по шведскому телевидению был показан документальный фильм о мулезинге.
За этим последовали обвинения во взяточничестве и запугивании со стороны правительства Австралии и должностных лиц шерстяной промышленности; обвинения были оспорены шерстяной промышленностью. Несколько европейских ритейлеров одежды, в том числе H&M, прекратили закупать продукцию, изготовленную из шерсти мериноса из Австралии.
В Южной Австралии продвигаются новые породы мериносов, которые не требуют мулезинга.
«Тонкокожие» овцы из Западной Виктории, также, продвигаются в качестве решения, в сложившейся ситуации.

## Мериносы в филателии
В 2003 году в Казахстане были выпущены марки с изображением мериносов.